# Rui Costa Reis
Rui Costa Reis (* 1968 in Cuanza Sul, Angola) ist ein portugiesisch-angolanischer Unternehmer und Hollywood-Filmproduzent.

## Leben
Er wurde 1968 als Sohn eines in Angola geborenen portugiesischen Industriellen und einer aus Porto stammenden Mutter, die als Kleinkind nach Angola gekommen war, in der Provinz Cuanza Sul geboren. Im Alter von 18 Jahren ging er nach Portugal, wo er von 1986 bis 1991 an der Universidade do Minho in Braga Betriebswirtschaftslehre studierte. Nach dem Studium kehrte er nach Luanda zurück und wurde 1992 Vize-Präsident des angolanischen Industrieverbands (AIA). Er ist in zweiter Ehe mit der Miss Angola 2002, Giovana Pinto Leite, verheiratet. Er lebt die meiste Zeit des Jahres auf seinem Anwesen auf der Halbinsel Ilha de Luanda.

## Unternehmen
Als im Jahr 1993 Brot in Angola knapp wurde, da es an ausreichend Mehl fehlte, übernahm Costa die Moagem do Kikolo in Cacuaco, die größte Getreidemühle des Landes, die seit der Unabhängigkeit jedoch stillstand. Es wurde zum ersten Mal nach Jahrzehnten wieder Mehl in Angola produziert, das er unter dem Namen Kianda vermarktete. Mit seiner Firma Intercomercial wurde er auch Marktführer in anderen Getreideprodukten und in der Babynahrung.  Bevor er 30 Jahre alte war, hatte er damit nach Presseberichten seine erste Million Euro verdient. Im Jahr 1999 gründete er ein Immobilienunternehmen, das bisher mehrere Hundert Immobilien gebaut und verkauft hat. Ein Jahr später gründete er die Firma Intercomercial Transportes e Serviços, die heute mit 250 LKW, einem Dutzend Container-Kränen und drei Logistikparks (Luanda, Benguela und Moçâmedes) das größte Logistikunternehmen Angolas ist. Im Jahr 2017 investierte er 90 Mio. US-Dollar in die Modernisierung der Getreidemühle und erreichte damit 2018 eine Produktion von 1150 Tonnen Weizenmehl pro Tag.
Rückschlag
Einen wirtschaftlichen Rückschlag erlitt Costa, als im Juni 2019 das Nationale Institut für Verbraucherschutz von Angola (INADEC) im Weizenmehl der Marke Kianda Fäkalienreste von Ratten und Katzen entdeckte und es für den menschlichen Verzehr als ungeeignet bezeichnete. Außerdem wurden in den Produkten tote Insekten der Gattungen Stegobium paniceum und Tribolium castaneum gefunden. Bei der Werksbesichtigung wurden auch weitere Gesetzesverstöße festgestellt. So hätten die Mitarbeiter keine vorgeschriebene Schutzkleidung getragen und es seien seit mehreren Monaten abgelaufene Zutaten verwendet worden.

## Filmgeschäft
Im Jahr 2009 gründete er mit seinem Sohn Ricardo in Beverly Hills, USA, die Filmproduktions- und  Filmfinanzierungsgesellschaft RCR Media Group, im Jahr 2013  unter gleicher Adresse die Filmvertriebsgesellschaft RCR Distribution. Er produzierte zunächst in Partnerschaft mit Sony Pictures Entertainment zehn Direkt-zu-DVD-Filme, darunter Eisfieber (USA/CDN 2010), Stomp the Yard 2: Homecoming (USA 2010), Wild Things: Foursome (USA 2010), 30 Days of Night: Dark Days (USA 2010), Lake Placid 3 (USA 2010), The Hit List (USA 2011), Arena (USA 2011), Hostel 3 (USA 2011), Quarantäne 2: Terminal (USA 2011) und S.W.A.T.: Firefight (USA 2011). Anschließend produzierte er Jack & Diane (USA 2012) mit Kylie Minogue, For Ellen (USA 2012), Phantom (USA 2013), Alien Abduction (USA 2014) und The Girl Is in Trouble (USA 2015). Die selbst produzierten Kinofilme  waren jedoch nicht sehr erfolgreich. Phantom setzte an den Kinokassen international nur rund 1,2 Mio. US-Dollar um (bei Produktionskosten von 3 Mio. US-Dollar sowie Werbekosten von 1,5 Mio. US-Dollar), For Ellen 12.396 US-Dollar, Alien Abduction 12.897 US-Dollar, Jack & Diane sogar nur 1142 US-Dollar. Zu The Girl Is in Trouble gibt es keine Angaben. 
Im Dezember 2014 wurde sein Firmensitz am Loma Linda Drive 1169 in Beverly Hills an Justin Bieber vermietet.